# Eencellige valeriaanroest
De eencellige valeriaanroest (Uromyces valerianae) is een schimmel behorend tot de familie Pucciniaceae. Hij leeft als biotrofe parasiet.

## Kenmerken
Aecia
Aecia bevinden zich aan de bovenkant van het blad, zijn schotelvormig en staan vaak in kringen. De kleur is honingkleurig en later worden ze zwart. Ze veroorzaken geen bladvlekken. De aeciosporen meten 18-25 × 16-20 µm.
Uredinia
De urediniospore zijn geelbruin tot bruin en meten 21-28 µm in diameter. De wand is wand 3-5 µm dik en deze is wrattig tot stekelig. Ze hebben twee of drie kiemporen.
Telia
Telia worden zelden gevormd. Indien aanwezig zijn deze donkerbruin van kleur en eencellig. De gladde sporen meten 20-30 × 13-21 µm, hebben een dunne wand en zijn bleekbruin van kleur. Ze hebben een korte, dunne, afbrekende steel.

## Verspreiding
In Nederland komt Eencellige valeriaanroest zeldzaam voor. 

## Waardplanten
Hij komt voor op:
- Centranthus angustifolius
- Valeriana alliariifolia
- Valeriana altaica
- Valeriana capensis
- Valeriana dioica
- Valeriana dioscoridis
- Valeriana excelsa & subsp. sambucifolia
- Valeriana montana
- Valeriana officinalis
- Valeriana saxatilis
- Valeriana tripteris
- Valeriana tuberosa
- Valeriana wolgensis